# Ministerstwo Sprawiedliwości Czech
Ministerstwo Sprawiedliwości Republiki Czeskiej (cz. Ministerstvo spravedlnosti České republiky, MS) – utworzone na mocy ustawy nr 2/1969 Sb. o powołaniu ministerstw i innych centralnych organów administracji państwowej Czeskiej Republiki Socjalistycznej.

## Kompetencje
Wymieniona ustawa (w § 11) określa, że do zakresu obowiązków MS należą:
- wydawanie opinii prawnych niezbędnych do umów pożyczkowych i poręczeniowych, w których stroną jest państwo
- reprezentowanie Czech przed Europejskim Trybunałem Praw Człowieka w przypadku rozpatrywania skarg naruszających Konwencję Praw Człowieka i Podstawowych Wolności i jej protokołów oraz Międzynarodowy Pakt Praw Obywatelskich i Politycznych, a także koordynowanie wdrażania odpowiednich decyzji organów międzynarodowych
- regulowanie pracy Instytutu Kryminologii i Zapobiegania Społecznego, rejestru karnego i Akademii Sądowej
- nadzorowanie Służby Więziennej Republiki Czeskiej i zapewnianie sieci telekomunikacyjnej w więzieniach
- przeprowadzanie mediacji i probacji
- prowadzenie listy arbitrów do rozstrzygania sporów konsumenckich[1]

Od 17 grudnia 2021 roku Ministrem Sprawiedliwości jest Pavel Blažek, z ODS.

## Lista ministrów

### Czechy w składzie Czechosłowacji (do 1992 r.)
| Lp. |  | Minister        | Partia | Okres urzędowania                  | Rząd |
| --- |  | --------------- | ------ | ---------------------------------- | --- |
| 1.  |  | Václav Hrabal   | ČSS    | 8 stycznia 1969 – 29 września 1969 | Rząd Stanislava Rázla                                                                                            |
| 2.  |  | Jan Němec       | KSČ    | 29 września 1969 – 18 czerwca 1981 | Rząd Stanislava Rázla Rząd Josefa Kempnego i Josefa Korčáka Drugi rząd Josefa Korčáka Trzeci rząd Josefa Korčáka |
| 3.  |  | Antonín Kašpar  | KSČ    | 18 czerwca 1981 – 5 grudnia 1989   | Czwarty rząd Josefa Korčáka Rząd Josefa Korčáka, Ladislava Adamca, Františka Pitry i Petra Pitharta              |
| 4.  |  | Dagmar Burešová | OF     | 5 grudnia 1989 – 29 czerwca 1990   | Rząd Josefa Korčáka, Ladislava Adamca, Františka Pitry i Petra Pitharta                                          |
| 5.  |  | Leon Richter    | OF     | 29 czerwca 1990 – 24 stycznia 1992 | Rząd Petra Pitharta                                                                                              |
| 6.  |  | Jiří Novák      | ODS    | 24 stycznia 1992 – 2 lipca 1992    | Rząd Petra Pitharta                                                                                              |

### Czechy (od 1993 r.)
| Lp. |  | minister         |  | partia                                    | Okres urzędowania                           | Rząd                                                     |
| --- |  | ---------------- |  | ----------------------------------------- | ------------------------------------------- | -------------------------------------------------------- |
| 1.  |  | Jiří Novák       |  | ODS                                       | 2 lipca 1992 – 4 lipca 1996                 | Pierwszy rząd Václava Klausa                             |
| 2.  |  | Jan Kalvoda      |  | ODA                                       | 4 lipca 1996 – 7 stycznia 1997              | Drugi rząd Václava Klausa                                |
| 3.  |  | Vlasta Parkanová |  | ODA                                       | 7 stycznia 1997 – 22 lipca 1998             | Drugi rząd Václava Klausa Rząd Josefa Tošovskiego        |
|     |  | Pavel Rychetský  |  | ČSSD                                      | 22 lipca 1998 – 31 lipca 1998 (p.o.)        | Rząd Miloša Zemana                                       |
| 4.  |  | Otakar Motejl    |  | ČSSD                                      | 1 sierpnia 1998 – 16 października 2000      | Rząd Miloša Zemana                                       |
|     |  | Pavel Rychetský  |  | ČSSD                                      | 17 października 2000 – 2 lutego 2001 (p.o.) | Rząd Miloša Zemana                                       |
| 5.  |  | Jaroslav Bureš   |  | ČSSD                                      | 2 lutego 2001 – 15 lipca 2002               | Rząd Miloša Zemana                                       |
| 6.  |  | Pavel Rychetský  |  | ČSSD                                      | 15 lipca 2002 – 5 sierpnia 2003 (p.o.)      | Rząd Vladimíra Špidli                                    |
|     |  | Vladimír Špidla  |  | ČSSD                                      | 6 sierpnia 2003 – 16 września 2003 (p.o.)   | Rząd Vladimíra Špidli                                    |
| 7.  |  | Karel Čermák     |  | ČSSD                                      | 16 września 2003 – 30 czerwca 2004          | Rząd Vladimíra Špidli                                    |
|     |  | Vladimír Špidla  |  | ČSSD                                      | 30 czerwca 2004 – 4 sierpnia 2004 (p.o)     | Rząd Vladimíra Špidli                                    |
| 8.  |  | Pavel Němec      |  | US-DEU                                    | 4 sierpnia 2004 – 4 września 2006           | Rząd Stanislava Grossa Rząd Jiříego Paroubka             |
| 9.  |  | Jiří Pospíšil    |  | ODS                                       | 4 września 2006 – 8 maja 2009               | Pierwszy rząd Mirka Topolánka Drugi rząd Mirka Topolánka |
| 10. |  | Daniela Kovářová |  | bezpartyjna, wskazana przez ODS           | 8 maja 2009 – 13 lipca 2010                 | Rząd Jana Fischera                                       |
| 11. |  | Jiří Pospíšil    |  | ODS                                       | 13 lipca 2010 – 27 czerwca 2012             | Rząd Petra Nečasa                                        |
| 12. |  | Pavel Blažek     |  | ODS                                       | 3 lipca 2012 – 10 lipca 2013                | Rząd Petra Nečasa                                        |
| 13. |  | Marie Benešová   |  | bezpartyjna                               | 10 lipca 2013 – 29 stycznia 2014            | Rząd Jiříego Rusnoka                                     |
| 14. |  | Helena Válková   |  | bezpartyjna, wskazana przez ANO 2011      | 29 stycznia 2014 – 1 marca 2015             | Rząd Bohuslava Sobotki                                   |
| 15. |  | Robert Pelikán   |  | ANO 2011                                  | 1 marca 2015 – 27 czerwca 2018              | Rząd Bohuslava Sobotki Pierwszy rząd Andreja Babiša      |
| 16. |  | Taťána Malá      |  | ANO 2011                                  | 27 czerwca 2018 – 10 lipca 2018             | Drugi rząd Andreja Babiša                                |
| 17. |  | Jan Kněžínek     |  | ANO 2011                                  | 10 lipca 2018 – 30 kwietnia 2019            | Drugi rząd Andreja Babiša                                |
| 18. |  | Marie Benešová   |  | bezpartyjna, rekomendowana przez ANO 2011 | 30 kwietnia 2019 – 17 grudnia 2021          | Drugi rząd Andreja Babiša                                |
| 19. |  | Pavel Blažek     |  | ODS                                       | 17 grudnia 2021 – nadal                     | Rząd Petra Fiali                                         |